# リボヴィレ
リボヴィレ、リボーヴィレ（フランス語: Ribeauvillé, ドイツ語: Rappoltsweiler）はオー＝ラン県 (Haut-Rhin département) のコミューヌ（コミューン）であり、ストラスブールの75キロ南、コルマールの19マイル北に位置する。ラポルツヴァイラーとも言われる。1999年の国勢調査によると 4,929人 のリボヴィル人（Ribeauvillois and Ribeauvilloises）がいる。

## 歴史
8世紀には Rathaldovilare として知られていた。古い時代には4つの街区があり、全て別の侯爵領に属していた。

## 姉妹都市
- ランダウ・イン・デア・プファルツ、ドイツ